# Melarsoprol
El melarsoprol, también conocido como Mel B, es el producto de la condensación del óxido de melarsen con Dimercaprol (BAL) comercializado con el nombre de marca Arsobal®. Es un fármaco usado para tratar la enfermedad del sueño. No se encuentra actualmente disponible ni en Estados Unidos ni en Canadá, y solo se puede conseguir a través de instancias de salud gubernamentales.

## Historia
Fue descubierto por el médico microbiólogo y químico suizo Ernst Albert Hermann Friedheim, de la Universidad Rockefeller. En 1940 Friedheim describió la actividad tripanocida de un compuesto orgánico de arsénico conteniendo un núcleo de melamina. A partir de esto se sintetizaron dos compuestos: el melarsen pentavalente y el óxido de melarsen, trivalente; se constató su efectividad contra la tripanosomiasis avanzada a la vez que se descubrió su toxicidad, superior a la de la triparsamida.

## Descripción
El producto de condensación tiene incrustado el arsénico en un anillo de cinco miembros. El desarrollo del dimercaprol y su habilidad para desintoxicar por quelación arsenicales trivalentes condujo a la combinación de un número de productos de condensación del dimercaprol, como el BAL-atoxil, el BAL-triparsamida o el BAL-stovarsol. Varios de ellos fueron probados, pero solo el Melarsoprol, sintetizado por el Dr. Friedheim, pudo ser considerado para un uso general. Friedheim encontró que el fármaco era 100 veces menos tóxico que el óxido de melarsen, y reportó que su actividad tripanocida tenía un factor de 2,5 más bajo.

## Presentaciones
El melarsoprol sólo se encuentra en preparación para inyección conteniendo 180 mg por cada 5 mL del fármaco en propilenglicol.

## Indicaciones
El melarsoprol se usa en el tratamiento contra la tripanosomiasis. El medicamento ha podido salvar muchas vidas, aunque sus efectos secundarios, uno de ellos la encefalopatía, son graves y ocurren en el 5% de los pacientes a los que se le administra. Las dosis varían según el paciente y han de administrarse hospitalariamente.